# Sumiko Fuji

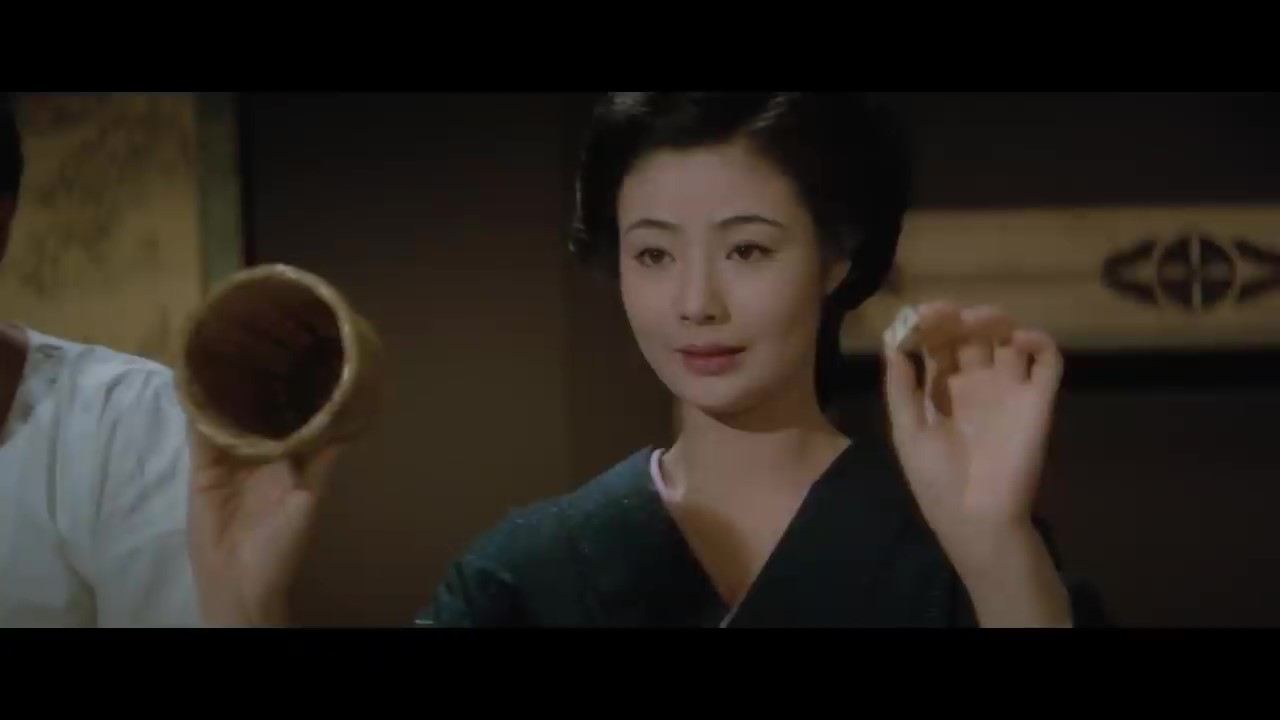
Sumiko Fuji

Sumiko Fuji (japanisch 富司 純子, Fuji Sumiko, geboren 1. Dezember 1945 in Gobō (Präfektur Wakayama)) ist eine japanische Filmschauspielerin.

## Leben und Wirken
Sumiko Fuji ist die Tochter des Filmproduzenten Shundō Kōji (俊藤 浩滋; 1916–2001). Sie absolvierte die „Oberschule für Mädchen Kyōto“ (京都女子高等学校). 1963 trat sie in das Filmunternehmen Tōei ein und gab ihr Debüt unter dem Künstlernamen Junko Fuji (純子 藤) im Film „Hasshũ Yükyō den – Otoko no zakazuki“ (八州遊侠伝・男の盃) – „Die Geschichte von Hasshũ Yükyō – Der Becher eines Mannes“. Sie bekam dann größere Rollen in der „Hibotan Bakuto“-(緋牡丹博徒)-Reihe von Gangsterfilmen in den Jahren 1968 bis 1972, in denen sie mit Takakura Ken und Tsuruta Kōji (鶴田 浩二; 1924 bis 1987) auftrat. Sie gefiel dem Publikum mit ihrer ruhigen Art, wobei sie mit einem Schwert fechten konnte wie ein Mann. 1972 heiratete sie Kikugoro Onoe VII. (尾上菊五郎 (7代目); * 1942) und zog sich aus dem Filmgeschäft zurück.
1989 spielte Fuji, nun unter dem Künstlernamen Sumiko Fuji, wieder in Filmen mit, wie „A-un“ (あ・うん) oder 1999 in „Omocha“ (おもちゃ) – „Spielzeug“. 2006 trat sie in „Furagāru“ (フラガール) – „Hula-Girls“ auf und wurde mit einem der Japanese Academy Awards 2007 als beste Nebendarstellerin ausgezeichnet. Sie war dann auch in Fernsehserien zu sehen, wie z. B. in der morgendlichen NHK-Serie „Teppan“ (てっぱん), die von 2010 bis 2011 lief.
Fuji wirkte in mehr als 100 Filmen und 30 Fernsehdramen mit. Sie erhielt den 23. NHK Broadcast Culture Award, 2007 die Ehrenmedaille, 2016 den Orden der Aufgehenden Sonne.